# Передача имён европейских монархов в русском языке
Как правило, при переводе антропонимов используется транслитерация или транскрипция, однако для передачи имён европейских монархов в русском языке сложилась традиция их замены устоявшимися аналогами.
Например, русское имя Иоанн может соответствовать и английскому имени Джон (например, Иоанн Безземельный, англ. John Lackland), и французскому Жан (например, Иоанн II Добрый, фр. Jean II le Bon). При этом имена людей, не являющихся монархами, не заменяются аналогом, а транскрибируются в соответствии с правилами той эпохи, когда они вошли в русский язык: так, имя William the Conqueror переводится как Вильгельм Завоеватель, но William Shakespeare как Вильям (Уильям) Шекспир. Данное правило распространяется и на представителей правящей династии: замена имени русским аналогом происходит только непосредственно для монарха, но не для других членов королевской семьи, например, король Великобритании Карл III до восшествия на престол был известен как принц Чарльз. Тем не менее, подобная практика онемечивания-латинизации имён не является тотальной и в ней существуют многочисленные исключения. В частности, к исключениям относятся испанские и португальские монархи, имена которых передаются в той же форме, что и другие имена: например, испанский король Juan Carlos I именуется по-русски как Хуан Карлос, а не Иоанн Карл.
А. П. Миньяр-Белоручева и Е. В. Княжинская связывают существование антропонимов-дублетов в русском языке с тем, что имена монархов пришли в русский язык через язык-посредник, которым являлся немецкий, в то время как имена их подданных являются результатом непосредственного контакта русского и иностранного языков, которые, в зависимости от времени их появления, передаются на русский язык посредством доминирующей переводческой трансформации — транслитерации или транскрипции.
Хотя тенденция к унификации имён европейских монархов на базе немецкого языка имела место и ранее, впервые этот принцип был последовательно проведён в середине XVIII века В. Н. Татищевым, в «Истории российской», хотя в силу специфики темы исследования упоминания о зарубежных правителях в этой работе редки. Дальнейшее углубление данного подхода произошло в работах и лекциях первого русского историка-медиевиста Т. Н. Грановского, получавшего образование в Берлинском университете. В последнем десятилетии XIX века вышла работа Н. И. Кареева «История Западной Европы в Новое время», в которой при сохранении достигнутых ранее трансформаций Людвиги превратились в Людовиков, а Францы — во Францисков, что ознаменовало переход от выраженной немецкой традиции перевода к более мягкой латинизированной, распространённой по сей день. В таком виде традицию окончательно утвердил Энциклопедический словарь Брокгауза и Ефрона в 1890—1907 годах.
Помимо русского, практика передачи имён правящих монархов путём замены имени местным аналогом встречается и в некоторых других европейских языках, например, в испанском, португальском, чешском.